# إغناثيو موراليس
إغناثيو موراليس (بالإسبانية: Ignacio Morales) هو لاعب تايكوندو تشيلي، ولد في 12 أغسطس 1995.

## وصلات خارجية
- إغناثيو موراليس على موقع TaekwondoData.com (الإنجليزية)
- إغناثيو موراليس على موقع أوليمبيديا (الإنجليزية)